# Kuba közigazgatási beosztása

## Jelenlegi közigazgatási beosztás
2011-ben Havanna tartományt felosztották Artemisa tartományra és Mayabeque tartományra, valamint Pinar del Río tartomány addigi keleti részét az újonnan létrejött Artemisa tartományhoz csatolták.
|     | Tartomány                         | Székhely              |
| --- | --------------------------------- | --------------------- |
| 1.  | Pinar del Río tartomány           | Pinar del Río         |
| 2.  | Artemisa tartomány                | Artemisa              |
| 3.  | Havanna Város tartomány           | Havanna               |
| 4.  | Mayabeque tartomány               | San José de las Lajas |
| 5.  | Matanzas tartomány                | Matanzas              |
| 6.  | Cienfuegos tartomány              | Cienfuegos            |
| 7.  | Villa Clara tartomány             | Santa Clara           |
| 8.  | Sancti Spíritus tartomány         | Sancti Spíritus       |
| 9.  | Ciego de Ávila tartomány          | Ciego de Ávila        |
| 10. | Camagüey tartomány                | Camagüey              |
| 11. | Las Tunas tartomány               | Las Tunas             |
| 12. | Granma tartomány                  | Bayamo                |
| 13. | Holguín tartomány                 | Holguín               |
| 14. | Santiago de Cuba tartomány        | Santiago de Cuba      |
| 15. | Guantánamo tartomány              | Guantánamo            |
| 16. | Ifjúság Szigete különleges körzet | Nueva Gerona          |

## 1878–1976 közötti közigazgatási beosztás
Az 1976 előtti közigazgatási beosztás:
|    | Tartomány               | Jelenlegi tartományok                                                                                  | Székhely         | Címer |
| -- | ----------------------- | --- | ---------------- | ----- |
| 1. | Pinar del Río tartomány | Pinar del Río tartomány                                                                                | Pinar del Río    |       |
| 2. | Havanna tartomány       | Havanna tartomány Havanna Város tartomány Ifjúság Szigete különleges körzet                            | Havanna          |       |
| 3. | Matanzas tartomány      | Matanzas tartomány                                                                                     | Matanzas         |       |
| 4. | Las Villas tartomány    | Cienfuegos tartomány Sancti Spíritus tartomány Villa Clara tartomány                                   | Santa Clara      |       |
| 5. | Camagüey tartomány      | Camagüey tartomány Ciego de Ávila tartomány                                                            | Camagüey         |       |
| 6. | Oriente tartomány       | Granma tartomány Guantánamo tartomány Holguín tartomány Las Tunas tartomány Santiago de Cuba tartomány | Santiago de Cuba |       |

## Lásd még
- Kuba